# Список населённых пунктов Дедовичского района

## Городские населённые пункты
- Посёлок городского типа (рабочий посёлок) Дедовичи —  10400 человек (XII. 2000 г.)[1], 9881 человек (X. 2002 г.), 8798 человека (X. 2010 г.)[2], 8326 человек (I. 2013 г.)[3] —  городское поселение «Дедовичи».

## Сельские населённые пункты
Ниже представлен сортируемый (по столбцам) список сельских населённых пунктов Дедовичского района Псковской области, распределённых по муниципальным образованиям (сельским поселениям— волостям) с оценками численности населения сельских населённых пунктов начало 2001 года и по переписи населения 2002 года.
| #   | #   | деревня          | 2000 г., чел. | 2002 г., чел. | волость              | бывшая волость (1995-2005) | бывшая волость (2006-2015) |
| --- | --- | ---------------- | ------------- | ------------- | -------------------- | -------------------------- | -------------------------- |
| 1   | 1   | Акулиха          | 5             | 2             | Вязьевская волость   | Чернецовская волость       | Сосонская волость          |
| 2   | 2   | Бабкино          | 16            | 12            | Вязьевская волость   | Погостищенская волость     | Вязьевская волость         |
| 3   | 3   | Байково          | 30            | 24            | Вязьевская волость   | Красногорская волость      | Вязьевская волость         |
| 4   | 4   | Бакач            | 11            | 8             | Вязьевская волость   | Вязьевская волость         | Вязьевская волость         |
| 5   | 5   | Бакач, станция   | 15            | 7             | Вязьевская волость   | Вязьевская волость         | Вязьевская волость         |
| 6   | 6   | Бахново          | 14            | 15            | Вязьевская волость   | Сосонская волость          | Сосонская волость          |
| 7   | 7   | Болчино          | 27            | 17            | Вязьевская волость   | Вязьевская волость         | Вязьевская волость         |
| 8   | 8   | Большая Храпь    | 63            | 52            | Вязьевская волость   | Погостищенская волость     | Вязьевская волость         |
| 9   | 9   | Борок            | 2             | 6             | Вязьевская волость   | Сосонская волость          | Сосонская волость          |
| 10  | 10  | Бронница         | 2             | 0             | Вязьевская волость   | Погостищенская волость     | Вязьевская волость         |
| 11  | 11  | Бурошкино        |               | 0             | Вязьевская волость   | Вязьевская волость         | Вязьевская волость         |
| 12  | 12  | Веселки          | 2             | 0             | Вязьевская волость   | Чернецовская волость       | Сосонская волость          |
| 13  | 13  | Высокое          | 9             | 7             | Вязьевская волость   | Сосонская волость          | Сосонская волость          |
| 14  | 14  | Вязье            | 641           | 669           | Вязьевская волость   | Вязьевская волость         | Вязьевская волость         |
| 15  | 15  | Глебово          | 5             | 3             | Вязьевская волость   | Вязьевская волость         | Вязьевская волость         |
| 16  | 16  | Гнилицы          | 21            | 14            | Вязьевская волость   | Красногорская волость      | Вязьевская волость         |
| 17  | 17  | Городня          | 11            | 11            | Вязьевская волость   | Чернецовская волость       | Сосонская волость          |
| 18  | 18  | Городовик        | 295           | 250           | Вязьевская волость   | Сосонская волость          | Сосонская волость          |
| 19  | 19  | Городок          | 38            | 35            | Вязьевская волость   | Красногорская волость      | Вязьевская волость         |
| 20  | 20  | Гороховище       | 25            | 16            | Вязьевская волость   | Красногорская волость      | Вязьевская волость         |
| 21  | 21  | Гребелец         | 0             | 0             | Вязьевская волость   | Вязьевская волость         | Вязьевская волость         |
| 22  | 22  | Грихново         | 17            | 22            | Вязьевская волость   | Сосонская волость          | Сосонская волость          |
| 23  | 23  | Груздовка        | 4             | 3             | Вязьевская волость   | Вязьевская волость         | Вязьевская волость         |
| 24  | 24  | Дора             | 1             | 0             | Вязьевская волость   | Вязьевская волость         | Вязьевская волость         |
| 25  | 25  | Дубровочки       | 36            | 29            | Вязьевская волость   | Красногорская волость      | Вязьевская волость         |
| 26  | 26  | Дубровы          | 4             | 2             | Вязьевская волость   | Сосонская волость          | Сосонская волость          |
| 27  | 27  | Енарьево         | 11            | 10            | Вязьевская волость   | Сосонская волость          | Сосонская волость          |
| 28  | 28  | Залесье          | 1             | 1             | Вязьевская волость   | Погостищенская волость     | Вязьевская волость         |
| 29  | 29  | Заполье          | 30            | 20            | Вязьевская волость   | Красногорская волость      | Вязьевская волость         |
| 30  | 30  | Заполье          | 20            | 11            | Вязьевская волость   | Сосонская волость          | Сосонская волость          |
| 31  | 31  | Захонье          | 28            | 23            | Вязьевская волость   | Погостищенская волость     | Вязьевская волость         |
| 32  | 32  | Зуево            | 3             | 1             | Вязьевская волость   | Сосонская волость          | Сосонская волость          |
| 33  | 33  | Киларево         | 6             | 4             | Вязьевская волость   | Красногорская волость      | Вязьевская волость         |
| 34  | 34  | Кипино           | 55            | 64            | Вязьевская волость   | Сосонская волость          | Сосонская волость          |
| 35  | 35  | Князево          | 15            | 6             | Вязьевская волость   | Сосонская волость          | Сосонская волость          |
| 36  | 36  | Козулино         | 17            | 10            | Вязьевская волость   | Вязьевская волость         | Вязьевская волость         |
| 37  | 37  | Костково         | 2             | 1             | Вязьевская волость   | Красногорская волость      | Вязьевская волость         |
| 38  | 38  | Красноселье      | 6             | 5             | Вязьевская волость   | Погостищенская волость     | Вязьевская волость         |
| 39  | 39  | Красные Горки    | 513           | 457           | Вязьевская волость   | Красногорская волость      | Вязьевская волость         |
| 40  | 40  | Крутец           | 8             | 5             | Вязьевская волость   | Чернецовская волость       | Сосонская волость          |
| 41  | 41  | Крючково         | 52            | 43            | Вязьевская волость   | Погостищенская волость     | Вязьевская волость         |
| 42  | 42  | Кучено           | 4             | 6             | Вязьевская волость   | Чернецовская волость       | Сосонская волость          |
| 43  | 43  | Лемтюхово        | 0             | 0             | Вязьевская волость   | Чернецовская волость       | Сосонская волость          |
| 44  | 44  | Ломаница         | 1             | 2             | Вязьевская волость   | Сосонская волость          | Сосонская волость          |
| 45  | 45  | Лука             | 18            | 15            | Вязьевская волость   | Красногорская волость      | Вязьевская волость         |
| 46  | 46  | Малая Храпь      | 31            | 32            | Вязьевская волость   | Погостищенская волость     | Вязьевская волость         |
| 47  | 47  | Мухарево         | 8             | 6             | Вязьевская волость   | Чернецовская волость       | Сосонская волость          |
| 48  | 48  | Нивки            | 14            | 14            | Вязьевская волость   | Чернецовская волость       | Сосонская волость          |
| 49  | 49  | Новая Деревня    | 52            | 46            | Вязьевская волость   | Погостищенская волость     | Вязьевская волость         |
| 50  | 50  | Новое Пезово     | 11            | 13            | Вязьевская волость   | Чернецовская волость       | Сосонская волость          |
| 51  | 51  | Паревичи         | 19            | 9             | Вязьевская волость   | Чернецовская волость       | Сосонская волость          |
| 52  | 52  | Парли            | 21            | 21            | Вязьевская волость   | Чернецовская волость       | Сосонская волость          |
| 53  | 53  | Патрово          | 14            | 6             | Вязьевская волость   | Красногорская волость      | Вязьевская волость         |
| 54  | 54  | Пески            | 8             | 7             | Вязьевская волость   | Чернецовская волость       | Сосонская волость          |
| 55  | 55  | Пестинская       | 13            | 12            | Вязьевская волость   | Сосонская волость          | Сосонская волость          |
| 56  | 56  | Погиблово        | 2             | 1             | Вязьевская волость   | Чернецовская волость       | Сосонская волость          |
| 57  | 57  | Погостище        | 193           | 188           | Вязьевская волость   | Погостищенская волость     | Вязьевская волость         |
| 58  | 58  | Подгузово        | 7             | 5             | Вязьевская волость   | Красногорская волость      | Вязьевская волость         |
| 59  | 59  | Подмышье         | 28            | 25            | Вязьевская волость   | Чернецовская волость       | Сосонская волость          |
| 60  | 60  | Поколотово       | 17            | 10            | Вязьевская волость   | Погостищенская волость     | Вязьевская волость         |
| 61  | 61  | Порожек-1        | 6             | 2             | Вязьевская волость   | Красногорская волость      | Вязьевская волость         |
| 62  | 62  | Порожек-2        | 13            | 7             | Вязьевская волость   | Красногорская волость      | Вязьевская волость         |
| 63  | 63  | Пригон           | 42            | 36            | Вязьевская волость   | Сосонская волость          | Сосонская волость          |
| 64  | 64  | Пустошка         | 3             | 1             | Вязьевская волость   | Чернецовская волость       | Сосонская волость          |
| 65  | 65  | Рассошня         | 3             | 0             | Вязьевская волость   | Красногорская волость      | Вязьевская волость         |
| 66  | 66  | Решетиха         | 10            | 5             | Вязьевская волость   | Сосонская волость          | Сосонская волость          |
| 67  | 67  | Ручейки          | 41            | 38            | Вязьевская волость   | Сосонская волость          | Сосонская волость          |
| 68  | 68  | Ручьевая         | 42            | 37            | Вязьевская волость   | Чернецовская волость       | Сосонская волость          |
| 69  | 69  | Сажино           | 35            | 26            | Вязьевская волость   | Вязьевская волость         | Вязьевская волость         |
| 70  | 70  | Сворыж           | 26            | 19            | Вязьевская волость   | Вязьевская волость         | Вязьевская волость         |
| 71  | 71  | Сивичино         | 3             | 0             | Вязьевская волость   | Погостищенская волость     | Вязьевская волость         |
| 72  | 72  | Скрылево         | 7             | 5             | Вязьевская волость   | Вязьевская волость         | Вязьевская волость         |
| 73  | 73  | Сосонка          | 218           | 190           | Вязьевская волость   | Сосонская волость          | Сосонская волость          |
| 74  | 74  | Старое Пезово    | 8             | 5             | Вязьевская волость   | Чернецовская волость       | Сосонская волость          |
| 75  | 75  | Судома, станция  | 19            | 17            | Вязьевская волость   | Сосонская волость          | Сосонская волость          |
| 76  | 76  | Сухарево         | 17            | 15            | Вязьевская волость   | Погостищенская волость     | Вязьевская волость         |
| 77  | 77  | Тишинка          | 3             | 3             | Вязьевская волость   | Погостищенская волость     | Вязьевская волость         |
| 78  | 78  | Устье            | 12            | 9             | Вязьевская волость   | Красногорская волость      | Вязьевская волость         |
| 79  | 79  | Фомино           | 7             | 7             | Вязьевская волость   | Вязьевская волость         | Вязьевская волость         |
| 80  | 80  | Харлово          | 7             | 2             | Вязьевская волость   | Погостищенская волость     | Вязьевская волость         |
| 81  | 81  | Хлопотово        | 9             | 6             | Вязьевская волость   | Красногорская волость      | Вязьевская волость         |
| 82  | 82  | Хмелевицы        | 41            | 34            | Вязьевская волость   | Красногорская волость      | Вязьевская волость         |
| 83  | 83  | Хохлово          | 51            | 55            | Вязьевская волость   | Чернецовская волость       | Сосонская волость          |
| 84  | 84  | Чернецово        | 186           | 163           | Вязьевская волость   | Чернецовская волость       | Сосонская волость          |
| 85  | 85  | Шапинка          | 23            | 19            | Вязьевская волость   | Сосонская волость          | Сосонская волость          |
| 86  | 86  | Шаплово          | 6             | 8             | Вязьевская волость   | Красногорская волость      | Вязьевская волость         |
| 87  | 87  | Шубино           | 30            | 19            | Вязьевская волость   | Красногорская волость      | Вязьевская волость         |
| 88  | 88  | Юфимово          | 10            | 4             | Вязьевская волость   | Сосонская волость          | Сосонская волость          |
| 89  | 89  | Юхарино          | 8             | 4             | Вязьевская волость   | Сосонская волость          | Сосонская волость          |
| 90  | 1   | Абонеженка       | 17            | 17            | Пожеревицкая волость | Пожеревицкая волость       | Пожеревицкая волость       |
| 91  | 2   | Аполиха          | 0             | 0             | Пожеревицкая волость | Навережская волость        | Пожеревицкая волость       |
| 92  | 3   | Артюшкино        | 5             | 4             | Пожеревицкая волость | Сорокинская волость        | Пожеревицкая волость       |
| 93  | 4   | Артюшкино        | 8             | 8             | Пожеревицкая волость | Сорокинская волость        | Пожеревицкая волость       |
| 94  | 5   | Базыково         | 79            | 73            | Пожеревицкая волость | Дубровская волость         | Пожеревицкая волость       |
| 95  | 6   | Большое Городище | 6             | 2             | Пожеревицкая волость | Сорокинская волость        | Пожеревицкая волость       |
| 96  | 7   | Большой Островок | 24            | 28            | Пожеревицкая волость | Пожеревицкая волость       | Пожеревицкая волость       |
| 97  | 8   | Борисово         | 24            | 9             | Пожеревицкая волость | Пожеревицкая волость       | Пожеревицкая волость       |
| 98  | 9   | Борок            | 3             | 6             | Пожеревицкая волость | Сорокинская волость        | Пожеревицкая волость       |
| 99  | 10  | Буево            | 4             | 3             | Пожеревицкая волость | Пожеревицкая волость       | Пожеревицкая волость       |
| 100 | 11  | Воротово         | 4             | 0             | Пожеревицкая волость | Навережская волость        | Пожеревицкая волость       |
| 101 | 12  | Вышегород        | 98            | 79            | Пожеревицкая волость | Пожеревицкая волость       | Пожеревицкая волость       |
| 102 | 13  | Вязовица         | 2             | 1             | Пожеревицкая волость | Навережская волость        | Пожеревицкая волость       |
| 103 | 14  | Вяльцево         | 7             | 7             | Пожеревицкая волость | Сорокинская волость        | Пожеревицкая волость       |
| 104 | 15  | Головкино        | 10            | 4             | Пожеревицкая волость | Пожеревицкая волость       | Пожеревицкая волость       |
| 105 | 16  | Городно          | 49            | 43            | Пожеревицкая волость | Горушкинская волость       | Пожеревицкая волость       |
| 106 | 17  | Городок          | 9             | 7             | Пожеревицкая волость | Сорокинская волость        | Пожеревицкая волость       |
| 107 | 18  | Горушка          | 163           | 133           | Пожеревицкая волость | Горушкинская волость       | Пожеревицкая волость       |
| 108 | 19  | Горы             | 11            | 2             | Пожеревицкая волость | Навережская волость        | Пожеревицкая волость       |
| 109 | 20  | Горянки          | 6             | 6             | Пожеревицкая волость | Пожеревицкая волость       | Пожеревицкая волость       |
| 110 | 21  | Гребло           | 4             | 5             | Пожеревицкая волость | Дубровская волость         | Пожеревицкая волость       |
| 111 | 22  | Гущено           | 1             | 4             | Пожеревицкая волость | Навережская волость        | Пожеревицкая волость       |
| 112 | 23  | Дирины Горки     | 33            | 19            | Пожеревицкая волость | Пожеревицкая волость       | Пожеревицкая волость       |
| 113 | 24  | Дороганец        | 24            | 17            | Пожеревицкая волость | Дубровская волость         | Пожеревицкая волость       |
| 114 | 25  | Дроздово         | 8             | 10            | Пожеревицкая волость | Сорокинская волость        | Пожеревицкая волость       |
| 115 | 26  | Дубровка         | 306           | 276           | Пожеревицкая волость | Дубровская волость         | Пожеревицкая волость       |
| 116 | 27  | Дубье            | 5             | 3             | Пожеревицкая волость | Сорокинская волость        | Пожеревицкая волость       |
| 117 | 28  | Дягельцево       | 28            | 22            | Пожеревицкая волость | Сорокинская волость        | Пожеревицкая волость       |
| 118 | 29  | Евашково         | 13            | 13            | Пожеревицкая волость | Сорокинская волость        | Пожеревицкая волость       |
| 119 | 30  | Жедрицы          | 10            | 8             | Пожеревицкая волость | Горушкинская волость       | Пожеревицкая волость       |
| 120 | 31  | Жеребцово        | 5             | 3             | Пожеревицкая волость | Сорокинская волость        | Пожеревицкая волость       |
| 121 | 32  | Заболотье        | 0             | 0             | Пожеревицкая волость | Горушкинская волость       | Пожеревицкая волость       |
| 122 | 33  | Загоровье        | 1             | 2             | Пожеревицкая волость | Пожеревицкая волость       | Пожеревицкая волость       |
| 123 | 34  | Загорье          | 17            | 15            | Пожеревицкая волость | Горушкинская волость       | Пожеревицкая волость       |
| 124 | 35  | Загорье          | 38            | 31            | Пожеревицкая волость | Дубровская волость         | Пожеревицкая волость       |
| 125 | 36  | Заклинье         | 2             | 0             | Пожеревицкая волость | Пожеревицкая волость       | Пожеревицкая волость       |
| 126 | 37  | Закрючье         | 3             | 2             | Пожеревицкая волость | Горушкинская волость       | Пожеревицкая волость       |
| 127 | 38  | Закрючье         | 0             | 0             | Пожеревицкая волость | Дубровская волость         | Пожеревицкая волость       |
| 128 | 39  | Залесье          | 4             | 5             | Пожеревицкая волость | Горушкинская волость       | Пожеревицкая волость       |
| 129 | 40  | Замошье          | 6             | 3             | Пожеревицкая волость | Сорокинская волость        | Пожеревицкая волость       |
| 130 | 41  | Занево           | 3             | 2             | Пожеревицкая волость | Горушкинская волость       | Пожеревицкая волость       |
| 131 | 42  | Заозерье         | 2             | 1             | Пожеревицкая волость | Горушкинская волость       | Пожеревицкая волость       |
| 132 | 43  | Заозерье         | 2             | 0             | Пожеревицкая волость | Дубровская волость         | Пожеревицкая волость       |
| 133 | 44  | Захаркино        | 0             | 0             | Пожеревицкая волость | Пожеревицкая волость       | Пожеревицкая волость       |
| 134 | 45  | Захонье          | 21            | 7             | Пожеревицкая волость | Пожеревицкая волость       | Пожеревицкая волость       |
| 135 | 46  | Зенькино         | 7             | 3             | Пожеревицкая волость | Навережская волость        | Пожеревицкая волость       |
| 136 | 47  | Зуйково          | 4             | 2             | Пожеревицкая волость | Сорокинская волость        | Пожеревицкая волость       |
| 137 | 48  | Иванцево         | 13            | 12            | Пожеревицкая волость | Сорокинская волость        | Пожеревицкая волость       |
| 138 | 49  | Иваньково        | 20            | 27            | Пожеревицкая волость | Горушкинская волость       | Пожеревицкая волость       |
| 139 | 50  | Каменец          | 1             | 1             | Пожеревицкая волость | Горушкинская волость       | Пожеревицкая волость       |
| 140 | 51  | Каменка          | 0             | 0             | Пожеревицкая волость | Сорокинская волость        | Пожеревицкая волость       |
| 141 | 52  | Капустино        | 4             | 4             | Пожеревицкая волость | Навережская волость        | Пожеревицкая волость       |
| 142 | 53  | Карзино          |               | 5             | Пожеревицкая волость | Горушкинская волость       | Пожеревицкая волость       |
| 143 | 54  | Карпово          | 1             | 0             | Пожеревицкая волость | Навережская волость        | Пожеревицкая волость       |
| 144 | 55  | Карушено         | 5             | 3             | Пожеревицкая волость | Навережская волость        | Пожеревицкая волость       |
| 145 | 56  | Киверево         | 1             | 1             | Пожеревицкая волость | Навережская волость        | Пожеревицкая волость       |
| 146 | 57  | Климово-Кисели   | 0             | 0             | Пожеревицкая волость | Навережская волость        | Пожеревицкая волость       |
| 147 | 58  | Князево          | 1             | 2             | Пожеревицкая волость | Пожеревицкая волость       | Пожеревицкая волость       |
| 148 | 59  | Кобыляк          | 4             | 3             | Пожеревицкая волость | Пожеревицкая волость       | Пожеревицкая волость       |
| 149 | 60  | Козюльки         | 1             | 2             | Пожеревицкая волость | Сорокинская волость        | Пожеревицкая волость       |
| 150 | 61  | Коляницы         | 3             | 1             | Пожеревицкая волость | Пожеревицкая волость       | Пожеревицкая волость       |
| 151 | 62  | Конобродово      | 4             | 8             | Пожеревицкая волость | Сорокинская волость        | Пожеревицкая волость       |
| 152 | 63  | Копылево         | 14            | 8             | Пожеревицкая волость | Дубровская волость         | Пожеревицкая волость       |
| 153 | 64  | Королиха         | 1             | 1             | Пожеревицкая волость | Горушкинская волость       | Пожеревицкая волость       |
| 154 | 65  | Костково         | 2             | 2             | Пожеревицкая волость | Дубровская волость         | Пожеревицкая волость       |
| 155 | 66  | Кривец           | 36            | 37            | Пожеревицкая волость | Пожеревицкая волость       | Пожеревицкая волость       |
| 156 | 67  | Кривково         | 32            | 30            | Пожеревицкая волость | Горушкинская волость       | Пожеревицкая волость       |
| 157 | 68  | Крылово          | 4             | 2             | Пожеревицкая волость | Сорокинская волость        | Пожеревицкая волость       |
| 158 | 69  | Кузнецово        | 18            | 12            | Пожеревицкая волость | Дубровская волость         | Пожеревицкая волость       |
| 159 | 70  | Курова Гора      | 2             | 0             | Пожеревицкая волость | Навережская волость        | Пожеревицкая волость       |
| 160 | 71  | Кустово          | 3             | 1             | Пожеревицкая волость | Навережская волость        | Пожеревицкая волость       |
| 161 | 72  | Ламово           | 31            | 24            | Пожеревицкая волость | Сорокинская волость        | Пожеревицкая волость       |
| 162 | 73  | Леляново         | 3             | 1             | Пожеревицкая волость | Горушкинская волость       | Пожеревицкая волость       |
| 163 | 74  | Линево           | 3             | 7             | Пожеревицкая волость | Горушкинская волость       | Пожеревицкая волость       |
| 164 | 75  | Липовик          | 6             | 3             | Пожеревицкая волость | Сорокинская волость        | Пожеревицкая волость       |
| 165 | 76  | Лисичено         | 7             | 6             | Пожеревицкая волость | Сорокинская волость        | Пожеревицкая волость       |
| 166 | 77  | Лихачево         | 7             | 5             | Пожеревицкая волость | Навережская волость        | Пожеревицкая волость       |
| 167 | 78  | Лужок            | 10            | 10            | Пожеревицкая волость | Пожеревицкая волость       | Пожеревицкая волость       |
| 168 | 79  | Лукошково        | 17            | 12            | Пожеревицкая волость | Пожеревицкая волость       | Пожеревицкая волость       |
| 169 | 80  | Малый Островок   | 7             | 6             | Пожеревицкая волость | Пожеревицкая волость       | Пожеревицкая волость       |
| 170 | 81  | Марково          | 5             | 2             | Пожеревицкая волость | Навережская волость        | Пожеревицкая волость       |
| 171 | 82  | Михайлово        | 6             | 5             | Пожеревицкая волость | Сорокинская волость        | Пожеревицкая волость       |
| 172 | 83  | Михалево         | 6             | 6             | Пожеревицкая волость | Пожеревицкая волость       | Пожеревицкая волость       |
| 173 | 84  | Мокрово          | 21            | 18            | Пожеревицкая волость | Дубровская волость         | Пожеревицкая волость       |
| 174 | 85  | Молоково         | 1             | 0             | Пожеревицкая волость | Дубровская волость         | Пожеревицкая волость       |
| 175 | 86  | Морозово         | 46            | 32            | Пожеревицкая волость | Горушкинская волость       | Пожеревицкая волость       |
| 176 | 87  | Мошниково        | 0             | 0             | Пожеревицкая волость | Пожеревицкая волость       | Пожеревицкая волость       |
| 177 | 88  | Мячково          | 0             | 0             | Пожеревицкая волость | Горушкинская волость       | Пожеревицкая волость       |
| 178 | 89  | Навережье        | 151           | 127           | Пожеревицкая волость | Навережская волость        | Пожеревицкая волость       |
| 179 | 90  | Нартово          | 5             | 3             | Пожеревицкая волость | Сорокинская волость        | Пожеревицкая волость       |
| 180 | 91  | Нивки            | 11            | 9             | Пожеревицкая волость | Дубровская волость         | Пожеревицкая волость       |
| 181 | 92  | Новины           | 0             | 0             | Пожеревицкая волость | Сорокинская волость        | Пожеревицкая волость       |
| 182 | 93  | Новоселицы       | 0             | 5             | Пожеревицкая волость | Горушкинская волость       | Пожеревицкая волость       |
| 183 | 94  | Облучье          | 0             | 0             | Пожеревицкая волость | Дубровская волость         | Пожеревицкая волость       |
| 184 | 95  | Обуховец         | 14            | 11            | Пожеревицкая волость | Горушкинская волость       | Пожеревицкая волость       |
| 185 | 96  | Овсянниково      | 3             | 0             | Пожеревицкая волость | Сорокинская волость        | Пожеревицкая волость       |
| 186 | 97  | Оклад            | 1             | 0             | Пожеревицкая волость | Горушкинская волость       | Пожеревицкая волость       |
| 187 | 98  | Олохово          | 2             | 5             | Пожеревицкая волость | Пожеревицкая волость       | Пожеревицкая волость       |
| 188 | 99  | Острие           | 6             | 5             | Пожеревицкая волость | Сорокинская волость        | Пожеревицкая волость       |
| 189 | 100 | Островница       | 2             | 0             | Пожеревицкая волость | Навережская волость        | Пожеревицкая волость       |
| 190 | 101 | Островно         | 11            | 10            | Пожеревицкая волость | Пожеревицкая волость       | Пожеревицкая волость       |
| 191 | 102 | Палицы           | 7             | 5             | Пожеревицкая волость | Пожеревицкая волость       | Пожеревицкая волость       |
| 192 | 103 | Пеньково         | 2             | 0             | Пожеревицкая волость | Горушкинская волость       | Пожеревицкая волость       |
| 193 | 104 | Петрово          | 8             | 5             | Пожеревицкая волость | Пожеревицкая волость       | Пожеревицкая волость       |
| 194 | 105 | Петрово          | 1             | 0             | Пожеревицкая волость | Дубровская волость         | Пожеревицкая волость       |
| 195 | 106 | Пешково          | 2             | 2             | Пожеревицкая волость | Пожеревицкая волость       | Пожеревицкая волость       |
| 196 | 107 | Плотишно         | 40            | 26            | Пожеревицкая волость | Пожеревицкая волость       | Пожеревицкая волость       |
| 197 | 108 | Пожеревицы       | 519           | 504           | Пожеревицкая волость | Пожеревицкая волость       | Пожеревицкая волость       |
| 198 | 109 | Покровское       | 0             | 0             | Пожеревицкая волость | Сорокинская волость        | Пожеревицкая волость       |
| 199 | 110 | Поречье          | 23            | 22            | Пожеревицкая волость | Сорокинская волость        | Пожеревицкая волость       |
| 200 | 111 | Пошибайлово      | 2             | 1             | Пожеревицкая волость | Навережская волость        | Пожеревицкая волость       |
| 201 | 112 | Придатково       | 2             | 2             | Пожеревицкая волость | Пожеревицкая волость       | Пожеревицкая волость       |
| 202 | 113 | Прохвоталово     | 5             | 4             | Пожеревицкая волость | Навережская волость        | Пожеревицкая волость       |
| 203 | 114 | Пруды            | 2             | 3             | Пожеревицкая волость | Горушкинская волость       | Пожеревицкая волость       |
| 204 | 115 | Пустошка         | 1             | 1             | Пожеревицкая волость | Сорокинская волость        | Пожеревицкая волость       |
| 205 | 116 | Ракитино         | 13            | 12            | Пожеревицкая волость | Горушкинская волость       | Пожеревицкая волость       |
| 206 | 117 | Ровное           | 16            | 18            | Пожеревицкая волость | Сорокинская волость        | Пожеревицкая волость       |
| 207 | 118 | Ручьи            | 19            | 12            | Пожеревицкая волость | Сорокинская волость        | Пожеревицкая волость       |
| 208 | 119 | Рыбино           | 4             | 2             | Пожеревицкая волость | Сорокинская волость        | Пожеревицкая волость       |
| 209 | 120 | Рытица           | 0             | 0             | Пожеревицкая волость | Горушкинская волость       | Пожеревицкая волость       |
| 210 | 121 | Рюменец          | 0             | 0             | Пожеревицкая волость | Сорокинская волость        | Пожеревицкая волость       |
| 211 | 122 | Савино           | 22            | 13            | Пожеревицкая волость | Пожеревицкая волость       | Пожеревицкая волость       |
| 212 | 123 | Самсоново        | 3             | 2             | Пожеревицкая волость | Горушкинская волость       | Пожеревицкая волость       |
| 213 | 124 | Сафроново        | 2             | 2             | Пожеревицкая волость | Навережская волость        | Пожеревицкая волость       |
| 214 | 125 | Секирки          | 0             | 0             | Пожеревицкая волость | Пожеревицкая волость       | Пожеревицкая волость       |
| 215 | 126 | Сельцо           | 17            | 25            | Пожеревицкая волость | Дубровская волость         | Пожеревицкая волость       |
| 216 | 127 | Серьгово         | 14            | 18            | Пожеревицкая волость | Горушкинская волость       | Пожеревицкая волость       |
| 217 | 128 | Сидоренец        | 3             | 3             | Пожеревицкая волость | Навережская волость        | Пожеревицкая волость       |
| 218 | 129 | Сидорково        | 23            | 11            | Пожеревицкая волость | Дубровская волость         | Пожеревицкая волость       |
| 219 | 130 | Скубец           | 2             | 3             | Пожеревицкая волость | Навережская волость        | Пожеревицкая волость       |
| 220 | 131 | Сорокино         | 275           | 229           | Пожеревицкая волость | Сорокинская волость        | Пожеревицкая волость       |
| 221 | 132 | Съезд            | 0             | 0             | Пожеревицкая волость | Горушкинская волость       | Пожеревицкая волость       |
| 222 | 133 | Сысоево          | 19            | 12            | Пожеревицкая волость | Навережская волость        | Пожеревицкая волость       |
| 223 | 134 | Телегина-Гора    | 8             | 3             | Пожеревицкая волость | Горушкинская волость       | Пожеревицкая волость       |
| 224 | 135 | Телятниково      | 40            | 27            | Пожеревицкая волость | Сорокинская волость        | Пожеревицкая волость       |
| 225 | 136 | Тимонино         | 2             | 7             | Пожеревицкая волость | Горушкинская волость       | Пожеревицкая волость       |
| 226 | 137 | Тимошкино        | 60            | 48            | Пожеревицкая волость | Дубровская волость         | Пожеревицкая волость       |
| 227 | 138 | Топорово         | 27            | 20            | Пожеревицкая волость | Сорокинская волость        | Пожеревицкая волость       |
| 228 | 139 | Трофимово        | 0             | 0             | Пожеревицкая волость | Пожеревицкая волость       | Пожеревицкая волость       |
| 229 | 140 | Трубецкое        | 2             | 2             | Пожеревицкая волость | Навережская волость        | Пожеревицкая волость       |
| 230 | 141 | Уза              | 1             | 2             | Пожеревицкая волость | Пожеревицкая волость       | Пожеревицкая волость       |
| 231 | 142 | Узкая Губа       | 4             | 3             | Пожеревицкая волость | Пожеревицкая волость       | Пожеревицкая волость       |
| 232 | 143 | Улазово          | 0             | 0             | Пожеревицкая волость | Сорокинская волость        | Пожеревицкая волость       |
| 233 | 144 | Усадище          | 17            | 13            | Пожеревицкая волость | Пожеревицкая волость       | Пожеревицкая волость       |
| 234 | 145 | Филиппово        | 39            | 31            | Пожеревицкая волость | Горушкинская волость       | Пожеревицкая волость       |
| 235 | 146 | Филистово        | 0             | 2             | Пожеревицкая волость | Горушкинская волость       | Пожеревицкая волость       |
| 236 | 147 | Харитоново       | 2             | 5             | Пожеревицкая волость | Сорокинская волость        | Пожеревицкая волость       |
| 237 | 148 | Хилово           | 10            | 5             | Пожеревицкая волость | Дубровская волость         | Пожеревицкая волость       |
| 238 | 149 | Хорилово         |               | 0             | Пожеревицкая волость | Дубровская волость         | Пожеревицкая волость       |
| 239 | 150 | Хрыпино          | 1             | 0             | Пожеревицкая волость | Дубровская волость         | Пожеревицкая волость       |
| 240 | 151 | Цвень            | 6             | 6             | Пожеревицкая волость | Сорокинская волость        | Пожеревицкая волость       |
| 241 | 152 | Чегурино         | 16            | 10            | Пожеревицкая волость | Пожеревицкая волость       | Пожеревицкая волость       |
| 242 | 153 | Шалгино          | 16            | 10            | Пожеревицкая волость | Пожеревицкая волость       | Пожеревицкая волость       |
| 243 | 154 | Шарово           | 7             | 6             | Пожеревицкая волость | Дубровская волость         | Пожеревицкая волость       |
| 244 | 155 | Шульгино         | 12            | 12            | Пожеревицкая волость | Сорокинская волость        | Пожеревицкая волость       |
| 245 | 156 | Шурлово          | 0             | 0             | Пожеревицкая волость | Сорокинская волость        | Пожеревицкая волость       |
| 246 | 157 | Юрьево           | 10            | 6             | Пожеревицкая волость | Пожеревицкая волость       | Пожеревицкая волость       |
| 247 | 158 | Ям               | 13            | 12            | Пожеревицкая волость | Сорокинская волость        | Пожеревицкая волость       |
| 248 | 159 | Ямок             | 50            | 45            | Пожеревицкая волость | Пожеревицкая волость       | Пожеревицкая волость       |
| 249 | 1   | Александрово     | 34            | 38            | Шелонская волость    | Крутецкая волость          | Дубишенская волость        |
| 250 | 2   | Алексино         | 5             | 2             | Шелонская волость    | Станковская волость        | Шелонская волость          |
| 251 | 3   | Алешня           | 23            | 18            | Шелонская волость    | Крутецкая волость          | Дубишенская волость        |
| 252 | 4   | Аничковы Гривы   | 51            | 47            | Шелонская волость    | Дубишенская волость        | Дубишенская волость        |
| 253 | 5   | Апросово         | 18            | 10            | Шелонская волость    | Станковская волость        | Шелонская волость          |
| 254 | 6   | Белозорево       | 10            | 3             | Шелонская волость    | Погостищенская волость     | Дубишенская волость        |
| 255 | 7   | Бельская Лука    |               | 5             | Шелонская волость    | Погостищенская волость     | Дубишенская волость        |
| 256 | 8   | Березовец        | 6             | 6             | Шелонская волость    | Дубишенская волость        | Дубишенская волость        |
| 257 | 9   | Берёзово         | 30            | 10            | Шелонская волость    | Крутецкая волость          | Дубишенская волость        |
| 258 | 10  | Боковень         | 13            | 11            | Шелонская волость    | Станковская волость        | Шелонская волость          |
| 259 | 11  | Большой Клинец   | 5             | 6             | Шелонская волость    | Станковская волость        | Шелонская волость          |
| 260 | 12  | Борок            | 5             | 17            | Шелонская волость    | Крутецкая волость          | Дубишенская волость        |
| 261 | 13  | Ветчи            | 18            | 8             | Шелонская волость    | Крутецкая волость          | Дубишенская волость        |
| 262 | 14  | Гавшино          | 9             | 7             | Шелонская волость    | Дубишенская волость        | Дубишенская волость        |
| 263 | 15  | Гаравицы         | 6             | 7             | Шелонская волость    | Шелонская волость          | Шелонская волость          |
| 264 | 16  | Гористая         | 0             | 0             | Шелонская волость    | Станковская волость        | Шелонская волость          |
| 265 | 17  | Гостеж           | 0             | 0             | Шелонская волость    | Станковская волость        | Шелонская волость          |
| 266 | 18  | Дубеченок        | 28            | 22            | Шелонская волость    | Дубишенская волость        | Дубишенская волость        |
| 267 | 19  | Дубишно          | 455           | 433           | Шелонская волость    | Дубишенская волость        | Дубишенская волость        |
| 268 | 20  | Жадиновичи       | 2             | 0             | Шелонская волость    | Дубишенская волость        | Дубишенская волость        |
| 269 | 21  | Жарок            | 0             | 0             | Шелонская волость    | Шелонская волость          | Шелонская волость          |
| 270 | 22  | Замостье         | 33            | 4             | Шелонская волость    | Крутецкая волость          | Дубишенская волость        |
| 271 | 23  | Заречье          | 4             | 25            | Шелонская волость    | Крутецкая волость          | Дубишенская волость        |
| 272 | 24  | Зуевка           | 15            | 14            | Шелонская волость    | Станковская волость        | Шелонская волость          |
| 273 | 25  | Карсаковы Гривы  | 12            | 10            | Шелонская волость    | Крутецкая волость          | Дубишенская волость        |
| 274 | 26  | Киково           | 33            | 25            | Шелонская волость    | Шелонская волость          | Шелонская волость          |
| 275 | 27  | Кленива          | 13            | 10            | Шелонская волость    | Шелонская волость          | Шелонская волость          |
| 276 | 28  | Коруево          | 16            | 13            | Шелонская волость    | Чернецовская волость       | Шелонская волость          |
| 277 | 29  | Костры           | 13            | 14            | Шелонская волость    | Станковская волость        | Шелонская волость          |
| 278 | 30  | Котово           | 4             | 2             | Шелонская волость    | Крутецкая волость          | Дубишенская волость        |
| 279 | 31  | Крутец           | 231           | 214           | Шелонская волость    | Крутецкая волость          | Дубишенская волость        |
| 280 | 32  | Крутец           | 6             | 16            | Шелонская волость    | Станковская волость        | Шелонская волость          |
| 281 | 33  | Крючково         | 4             | 2             | Шелонская волость    | Шелонская волость          | Шелонская волость          |
| 282 | 34  | Ламовка          | 8             | 9             | Шелонская волость    | Станковская волость        | Шелонская волость          |
| 283 | 35  | Ламовы Горки     | 6             | 2             | Шелонская волость    | Станковская волость        | Шелонская волость          |
| 284 | 36  | Лбово            | 17            | 24            | Шелонская волость    | Дубишенская волость        | Дубишенская волость        |
| 285 | 37  | Лешино           | 12            | 9             | Шелонская волость    | Чернецовская волость       | Шелонская волость          |
| 286 | 38  | Липня            | 148           | 124           | Шелонская волость    | Крутецкая волость          | Дубишенская волость        |
| 287 | 39  | Лихачевка        | 21            | 20            | Шелонская волость    | Шелонская волость          | Шелонская волость          |
| 288 | 40  | Маковье          | 10            | 8             | Шелонская волость    | Станковская волость        | Шелонская волость          |
| 289 | 41  | Малый Клинец     | 18            | 17            | Шелонская волость    | Станковская волость        | Шелонская волость          |
| 290 | 42  | Межник           | 1             | 0             | Шелонская волость    | Дубишенская волость        | Дубишенская волость        |
| 291 | 43  | Мишино           | 10            | 10            | Шелонская волость    | Шелонская волость          | Шелонская волость          |
| 292 | 44  | Могилево         | 55            | 63            | Шелонская волость    | Крутецкая волость          | Дубишенская волость        |
| 293 | 45  | Мостки           | 10            | 7             | Шелонская волость    | Шелонская волость          | Шелонская волость          |
| 294 | 46  | Негодицы         | 4             | 3             | Шелонская волость    | Погостищенская волость     | Дубишенская волость        |
| 295 | 47  | Нивы             | 1             | 0             | Шелонская волость    | Дубишенская волость        | Дубишенская волость        |
| 296 | 48  | Новики           | 0             | 0             | Шелонская волость    | Шелонская волость          | Шелонская волость          |
| 297 | 49  | Новое Заполье    | 0             | 0             | Шелонская волость    | Шелонская волость          | Шелонская волость          |
| 298 | 50  | Новый Борок      | 14            | 12            | Шелонская волость    | Шелонская волость          | Шелонская волость          |
| 299 | 51  | Овинец           | 5             | 3             | Шелонская волость    | Крутецкая волость          | Дубишенская волость        |
| 300 | 52  | Острая Лука      | 22            | 21            | Шелонская волость    | Крутецкая волость          | Дубишенская волость        |
| 301 | 53  | Острый Камень    | 1             | 2             | Шелонская волость    | Станковская волость        | Шелонская волость          |
| 302 | 54  | Перекрасная      | 2             | 0             | Шелонская волость    | Станковская волость        | Шелонская волость          |
| 303 | 55  | Першнево         | 2             | 1             | Шелонская волость    | Станковская волость        | Шелонская волость          |
| 304 | 56  | Плещевка         | 33            | 28            | Шелонская волость    | Станковская волость        | Шелонская волость          |
| 305 | 57  | Погорелое        | 28            | 22            | Шелонская волость    | Шелонская волость          | Шелонская волость          |
| 306 | 58  | Подсобляево      | 8             | 10            | Шелонская волость    | Станковская волость        | Шелонская волость          |
| 307 | 59  | Пруды            | 36            | 24            | Шелонская волость    | Крутецкая волость          | Дубишенская волость        |
| 308 | 60  | Пружково         | 91            | 75            | Шелонская волость    | Дубишенская волость        | Дубишенская волость        |
| 309 | 61  | Пуково           | 39            | 35            | Шелонская волость    | Крутецкая волость          | Дубишенская волость        |
| 310 | 62  | Раменье          | 1             | 0             | Шелонская волость    | Крутецкая волость          | Дубишенская волость        |
| 311 | 63  | Раслово          | 1             | 3             | Шелонская волость    | Шелонская волость          | Шелонская волость          |
| 312 | 64  | Рёлка            | 9             | 8             | Шелонская волость    | Дубишенская волость        | Дубишенская волость        |
| 313 | 65  | Рисково          | 1             | 1             | Шелонская волость    | Шелонская волость          | Шелонская волость          |
| 314 | 66  | Рои              | 34            | 32            | Шелонская волость    | Дубишенская волость        | Дубишенская волость        |
| 315 | 67  | Северное Устье   | 40            | 34            | Шелонская волость    | Станковская волость        | Шелонская волость          |
| 316 | 68  | Северо           | 11            | 9             | Шелонская волость    | Станковская волость        | Шелонская волость          |
| 317 | 69  | Селище           | 20            | 13            | Шелонская волость    | Крутецкая волость          | Дубишенская волость        |
| 318 | 70  | Склево           | 16            | 13            | Шелонская волость    | Шелонская волость          | Шелонская волость          |
| 319 | 71  | Сойки            | 2             | 1             | Шелонская волость    | Шелонская волость          | Шелонская волость          |
| 320 | 72  | Сосница          | 4             | 0             | Шелонская волость    | Станковская волость        | Шелонская волость          |
| 321 | 73  | Станки           | 202           | 207           | Шелонская волость    | Станковская волость        | Шелонская волость          |
| 322 | 74  | Старый Борок     | 13            | 10            | Шелонская волость    | Шелонская волость          | Шелонская волость          |
| 323 | 75  | Сухинькино       | 1             | 1             | Шелонская волость    | Станковская волость        | Шелонская волость          |
| 324 | 76  | Точки            | 46            | 31            | Шелонская волость    | Чернецовская волость       | Шелонская волость          |
| 325 | 77  | Третье Заполье   | 12            | 8             | Шелонская волость    | Шелонская волость          | Шелонская волость          |
| 326 | 78  | Тюриково         | 4             | 3             | Шелонская волость    | Станковская волость        | Шелонская волость          |
| 327 | 79  | Тютьково         | 5             | 3             | Шелонская волость    | Крутецкая волость          | Дубишенская волость        |
| 328 | 80  | Тягуще           | 209           | 189           | Шелонская волость    | Шелонская волость          | Шелонская волость          |
| 329 | 81  | Хверщевка        | 0             | 0             | Шелонская волость    | Станковская волость        | Шелонская волость          |
| 330 | 82  | Чернево          | 54            | 54            | Шелонская волость    | Станковская волость        | Шелонская волость          |
| 331 | 83  | Шилово           | 88            | 81            | Шелонская волость    | Крутецкая волость          | Дубишенская волость        |
| 332 | 84  | Ярилово          | 7             | 4             | Шелонская волость    | Крутецкая волость          | Дубишенская волость        |
| 333 | 85  | Ясски            | 180           | 177           | Шелонская волость    | Шелонская волость          | Шелонская волость          |